# 後大腿皮神経
後大腿皮神経（こうだいたいひしんけい、英語: Posterior femoral cutaneous nerve）は、大腿中央で大腿筋膜を貫き皮下に広がる純粋な知覚神経。
会陰の皮膚と大腿、下腿後面の皮膚に分布する。
梨状筋の下で大坐骨孔（梨状筋下孔）を通り骨盤腔を出る。